# Manual do Tio Patinhas
O Manual do Tio Patinhas é um livro infantil editado pela Abril pela primeira vez em julho de 1972. Foi o segundo volume da série original de manuais Disney do Brasil.
Seguindo o sucesso do Manual do Escoteiro-Mirim e fiel ao espírito de Tio Patinhas, o quaquilionário muquirana dos quadrinhos Disney, a obra reúne uma ampla gama de informações sobre dinheiro, economia e negócios: a origem da moeda, milionários famosos, bancos, cheques, seguros, pedras preciosas, impostos, sistemas monetários, recordes de preços de obras de arte e outros assuntos.
O Manual do Tio Patinhas, que incluía como brinde a "Moedinha Número 1" da personagem, é notável por ter sido o primeiro dos manuais Disney inteiramente escrito e ilustrado no Brasil. Todos os valores estão expressos em cruzeiros.
O manual teve uma reedição atualizada em 1976. A maior parte de seu conteúdo foi reaproveitado na Biblioteca do Escoteiro-Mirim e na coleção Manuais Disney (Nova Cultural).